# Саньдо
Саньдо (также Сандо, Сандуй, 1876—1941) — маньчжурский амбань, заведовавший столицей Внешней Монголии в начале XX века.

## Биография
Саньдо родился в 1876 году в Ханчжоуской управе провинции Чжэцзян (территория современного Ханчжоу), был по происхождению монголом, относился к монгольскому "Белому знамени" цинской Восьмизнамённой армии. Обучался у китайского преподавателя Юй Юэ, затем продолжил учёбу самостоятельно. Есть информация о том, что он получил образование также в японском Токио. В юном возрасте поступил на маньчжурскую службу. Сначала был главой Ханчжоуской управы, затем директором Ханчжоуской военной академии, директором отдела по иностранным сношениям в Чжэцзяне. В 1902 году, покинув Ханчжоу, переехал в Пекин, где стал надзирателем Императорского университета. В 1907 году участвовал в совете по делам общества.

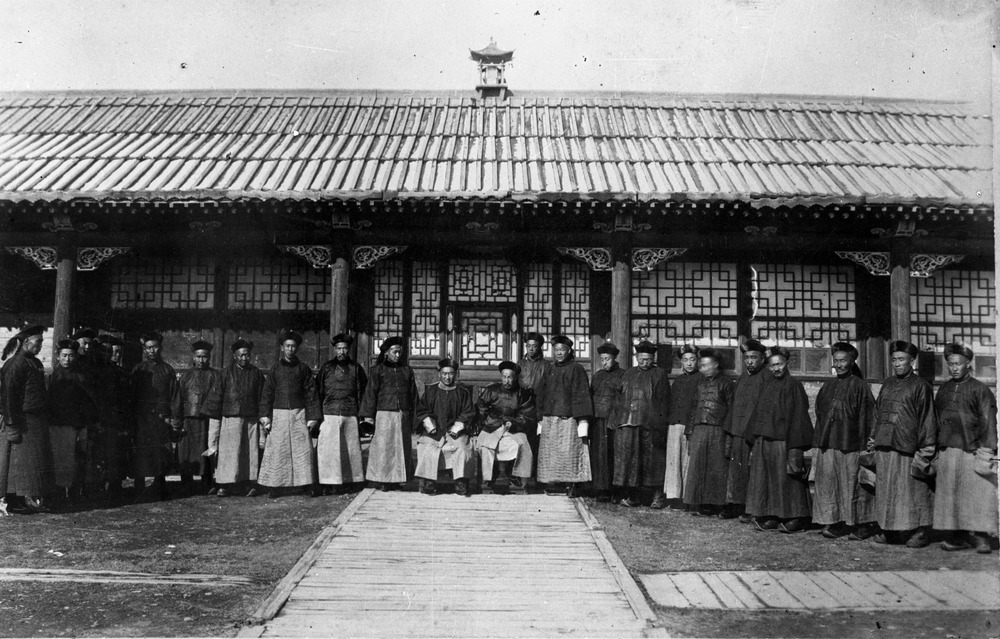
Сандо в Урга.

В 1909 году получил назначение амбанем в Ургу. За время службы в монгольской столице получил известность за попытки приблизить быт города к западным образцам: так, он запретил отправлять нужду на улицах и построил первый в Урге общественный туалет, пытался устроить электрическое освещение улиц, интересовался автомобилями. 1 декабря 1911 года делегация временного правительства Монголии, включавшая главу чуулгана Тушэту-ханского аймака Чагдаржава, джанджина этого аймака Ханддоржа, заместителя главы чуулгана Сэцэн-ханского аймака Гомбосурэна, джанджина Сэцэн-ханского аймака Гомбосурэна, вана Цэрэнсоднома, гуна Намсрая и да-ламы Цэрэнчимэда вручила Саньдо требование в трёхдневный срок покинуть пределы страны. Саньдо обратился в российское консульство за убежищем, и, переночевав в нём, 4 декабря выехал в Российскую империю через Кяхту, а затем в Маньчжурию.
В Китае Саньдо продолжил государственную карьеру. В октябре 1912 года был назначен генерал-лейтенантом в Мукден, а в следующем месяцу был переведён в Цзиньчжоу. В сентябре 1920 года при поддержке Чжан Цзолиня стал директором пекинского бюро рабочих и иммигрантов. В декабре 1921 года стал начальником общественного комитета, в июне 1922 года — директором комитета по борьбе с голодом, а в октябре этого года — чанчунем Маршальского колледжа. Информация о последних годах жизни Саньдо разнится.

## В искусстве
- С. Буяннэмэх. «Ойрхи цагийн товч түүх буюу Сандо амбан», 1922 — пьеса
- Б. Ренчин. Сандо амбан. Улаанбаатар, 1973 — роман